# Озёрное (Винницкая область)
Озёрное (укр. Озерне) — посёлок, входит в Оратовский район Винницкой области Украины.
Население по переписи 2001 года составляло 13 человек. Почтовый индекс — 22613. Телефонный код — 4330. Занимает площадь 0,131 км². Код КОАТУУ — 523186603.

## Местный совет
22613, Вінницька обл., Оратівський р-н, с. Човновиця, вул. Леніна, 58